# Травневе (Березівський район)
Тра́вневе (до 01.02.1945 х. Траутмана) — село Новокальчевської сільської громади в Березівському районі Одеської області, Україна. Населення становить 278 осіб.

## Населення
Згідно з переписом 1989 року населення селища становило 269 осіб, з яких 132 чоловіки та 137 жінок.
За переписом населення 2001 року в селищі мешкало 278 осіб.

### Мова
Розподіл населення за рідною мовою за даними перепису 2001 року:
| Мова       | Відсоток |
| ---------- | -------- |
| українська | 94,96 %  |
| російська  | 1,8 %    |
| гагаузька  | 1,08 %   |
| молдовська | 1,08 %   |
| білоруська | 0,72 %   |
| єврейська  | 0,36 %   |